# Calzada de Calatrava
Calzada de Calatrava è un comune spagnolo di 4 122 abitanti situato nella comunità autonoma di Castilla-La Mancha in provincia di Ciudad Real ai piedi dei primi contrafforti della Sierra Morena.

## Storia
Di questa località non si hanno notizie prima del XIII secolo, anche se diversi giacimenti archeologici certificano la presenza umana in questa zona già nel Paleolitico inferiore e degli insediamenti iberici dei Romani e dei Visigoti. Il termine calzada in spagnolo indica la strada maestra selciata, in particolare le strade romane ed è evidente che il toponimo deriva da un'importante strada romana, a guardia della quale si trovava il castello di Salvatierra che fu una sede dell'Ordine cavalleresco di Calatrava prima di trasferirsi nel monastero di Calatrava la Nueva a poca distanza da Calzada. A partire dal 1213 la presenza dell'Ordine militare attirò gente al Campo di Calatrava e si formarono dei nuclei abitati fra cui Calzada che si popolò. La cittadina seguì fin dall'inizio le sorti del potente Ordine, che sarà soppresso nel XIX secolo e della Castiglia senza mai assumere ruoli di protagonista.

### Simboli
Lo stemma, approvato nel febbraio del 2010,  è uno scudo spagnolo partito: nella prima parte è rappresentato un monte con un sentiero che conduce ad un castello; nella seconda, d'argento, una croce di Calatrava di rosso.

## Monumenti e luoghi d'interesse
Numerosi sono i monumenti e i luoghi d'interesse: il castello di Salvatierra costruito nei secoli X-XI oggi in rovina di cui restano solo tre torri e qualche muro, la Parroquia de Nuestra Seňora de la Asunción del 1526, la Ermita del salvador del Mundo del secolo XVI, la Ermita de San Sebastián del secolo XVI, il municipio con la torre dell'orologio del secolo XIX, l'antica Hospedería de los caballeros del XVII secolo, la Casa de la tercia del XVII secolo, la Casa de Claveros del secolo XVII. la Casa del arco del XVII secolo, la Ermita de la santísima Trinidad del XVIII secolo.
A 7 km c'è il sacro convento di Calatrava la Nueva, uno dei conventi meglio conservati dell'Ordine. Era stato costruito come ospedale alla metà del XVI secolo fu poi adibito a convento per le monache dell'Ordine. Di stile gotico-rinascimentale è stato dichiarato monumento nazionale.

## Cultura

### Eventi
Le feste che vi si svolgono sono quelle comuni a tutte le città spagnole: la Cabalgata de los Reyes Magos per l'Epifania, la Semana Santa, il carnevale  e le feste patronali.